# Gambarana
Gambarana ist eine  italienische Gemeinde (comune) mit 193 Einwohnern (Stand 31. Dezember 2023) in der Provinz Pavia, Lombardei. 

## Geographie
Die Gemeinde liegt etwa 35 Kilometer südwestlich von Pavia am nördlichen Ufer des Po in der Lomellina. Sie grenzt unmittelbar an die Provinz Alessandria (Piemont). Zur Gemeinde Gambarana gehören die beiden Fraktionen Cambiò Nuovo und San Martino La Mandria.

## Persönlichkeiten
- Alfonso Corti (1822–1876), Anatom
- Luigi Corti (1823–1888), Diplomat und Politiker